# Route d'Occitanie 2018
La 42e édition de la Route d'Occitanie a lieu du 14 au 17 juin 2018. Elle fait partie du calendrier UCI Europe Tour 2018 en catégorie 2.1. Il s'agit de la première édition sous ce nom, la course s'appelant auparavant « Route du Sud ». 

## Présentation

### Équipes
| WorldTeams (5)- Sky - AG2R La Mondiale - Astana - Groupama-FDJ - Movistar Team Équipes continentales professionnelles (9)- Caja Rural-Seguros RGA - Fortuneo-Samsic - Cofidis, Solutions Crédits - Delko-Marseille Provence-KTM - Direct Énergie - Euskadi Basque Country-Murias - Manzana Postobón - Vital Concept - Wanty-Groupe Gobert Équipes continentales (4)- Bike Aid - Project Nice Cote d’Azur - Roubaix Lille Métropole - Saint Michel-Auber 93 |
| |

## Étapes
| Étape     | Date    | Villes étapes                      | type | Distance (km) | Vainqueur d'étape  | Leader du classement général |
| --------- | ------- | ---------------------------------- | ---- | ------------- | ------------------ | ---------------------------- |
| 1re étape | 14 juin | Carmaux – Carmaux                  |      | 168           | Nacer Bouhanni     | Nacer Bouhanni               |
| 2e étape  | 15 juin | Saint-Gaudens – Masseube           |      | 173           | Clément Venturini  | Nacer Bouhanni               |
| 3e étape  | 16 juin | Prat-Bonrepaux – Les Monts d'Olmes |      | 198,4         | Alejandro Valverde | Alejandro Valverde           |
| 4e étape  | 17 juin | Mirepoix – Cazouls-lès-Béziers     |      | 192,7         | Anthony Roux       | Alejandro Valverde           |

## Classements finals

### Classement général final
| \| Classement général \| Classement général \| Classement général \| Classement général \| Classement général \| \| Coureur \| Coureur \| Pays \| Équipe \| Temps \| \| ------------------ \| --------------------- \| ------------------ \| -------------------------- \| ------------------ \| \| 1er \| Alejandro Valverde \| Espagne \| Movistar Team \| 18 h 25 min 34 s \| \| 2e \| Daniel Navarro \| Espagne \| Cofidis, Solutions Crédits \| + 14 s \| \| 3e \| Kenny Elissonde \| France \| Team Sky \| + 20 s \| \| 4e \| Sébastien Reichenbach \| Suisse \| Groupama-FDJ \| + 1 min 22 s \| \| 5e \| Luis León Sánchez \| Espagne \| Astana \| + 1 min 24 s \| \| 6e \| Antonio Molina \| Espagne \| Caja Rural-Seguros RGA \| + 1 min 24 s \| \| 7e \| Hubert Dupont \| France \| AG2R La Mondiale \| + 1 min 27 s \| \| 8e \| Valentin Madouas \| France \| Groupama-FDJ \| + 1 min 50 s \| \| 9e \| Ricardo Vilela \| Portugal \| Manzana Postobón \| + 2 min 07 s \| \| 10e \| Georg Preidler \| Autriche \| Groupama-FDJ \| + 2 min 08 s \| |                       |          |                            |                  |
| |                       |          |                            |                  |
| Source : ProCyclingStats |                       |          |                            |                  |
| Classement général |                       |          |                            |                  |
| Coureur | Coureur               | Pays     | Équipe                     | Temps            |
| 1er | Alejandro Valverde    | Espagne  | Movistar Team              | 18 h 25 min 34 s |
| 2e | Daniel Navarro        | Espagne  | Cofidis, Solutions Crédits | + 14 s           |
| 3e | Kenny Elissonde       | France   | Team Sky                   | + 20 s           |
| 4e | Sébastien Reichenbach | Suisse   | Groupama-FDJ               | + 1 min 22 s     |
| 5e | Luis León Sánchez     | Espagne  | Astana                     | + 1 min 24 s     |
| 6e | Antonio Molina        | Espagne  | Caja Rural-Seguros RGA     | + 1 min 24 s     |
| 7e | Hubert Dupont         | France   | AG2R La Mondiale           | + 1 min 27 s     |
| 8e | Valentin Madouas      | France   | Groupama-FDJ               | + 1 min 50 s     |
| 9e | Ricardo Vilela        | Portugal | Manzana Postobón           | + 2 min 07 s     |
| 10e | Georg Preidler        | Autriche | Groupama-FDJ               | + 2 min 08 s     |

### Classements annexes finals
| Classement par points | Classement par points | Classement par points | Classement par points        | Classement par points |
| Coureur               | Coureur               | Pays                  | Équipe                       | Points                |
| --------------------- | --------------------- | --------------------- | ---------------------------- | --------------------- |
| 1er                   | Alejandro Valverde    | Espagne               | Movistar Team                | 40 pts                |
| 2e                    | Nacer Bouhanni        | France                | Cofidis, Solutions Crédits   | 37 pts                |
| 3e                    | Clément Venturini     | France                | AG2R La Mondiale             | 30 pts                |
| 4e                    | Yevgeniy Gidich       | Kazakhstan            | Astana                       | 26 pts                |
| 5e                    | Carlos Barbero        | Espagne               | Movistar Team                | 26 pts                |
| 6e                    | Bryan Coquard         | France                | Vital Concept                | 22 pts                |
| 7e                    | Evaldas Šiškevičius   | Lituanie              | Delko-Marseille Provence-KTM | 21 pts                |
| 8e                    | Anthony Roux          | France                | Groupama-FDJ                 | 15 pts                |
| 9e                    | Luis León Sánchez     | Espagne               | Astana                       | 15 pts                |
| 10e                   | Daniel Navarro        | Espagne               | Cofidis, Solutions Crédits   | 13 pts                |

| Classement par points | Classement par points | Classement par points | Classement par points        | Classement par points |
| Coureur               | Coureur               | Pays                  | Équipe                       | Points                |
| --------------------- | --------------------- | --------------------- | ---------------------------- | --------------------- |
| 1er                   | Alejandro Valverde    | Espagne               | Movistar Team                | 40 pts                |
| 2e                    | Nacer Bouhanni        | France                | Cofidis, Solutions Crédits   | 37 pts                |
| 3e                    | Clément Venturini     | France                | AG2R La Mondiale             | 30 pts                |
| 4e                    | Yevgeniy Gidich       | Kazakhstan            | Astana                       | 26 pts                |
| 5e                    | Carlos Barbero        | Espagne               | Movistar Team                | 26 pts                |
| 6e                    | Bryan Coquard         | France                | Vital Concept                | 22 pts                |
| 7e                    | Evaldas Šiškevičius   | Lituanie              | Delko-Marseille Provence-KTM | 21 pts                |
| 8e                    | Anthony Roux          | France                | Groupama-FDJ                 | 15 pts                |
| 9e                    | Luis León Sánchez     | Espagne               | Astana                       | 15 pts                |
| 10e                   | Daniel Navarro        | Espagne               | Cofidis, Solutions Crédits   | 13 pts                |

| Classement de la montagne | Classement de la montagne | Classement de la montagne | Classement de la montagne  | Classement de la montagne |
| Coureur                   | Coureur                   | Pays                      | Équipe                     | Points                    |
| ------------------------- | ------------------------- | ------------------------- | -------------------------- | ------------------------- |
| 1er                       | Anthony Perez             | France                    | Cofidis, Solutions Crédits | 24 pts                    |
| 2e                        | Alejandro Valverde        | Espagne                   | Movistar Team              | 21 pts                    |
| 3e                        | Brice Feillu              | France                    | Fortuneo-Samsic            | 21 pts                    |
| 4e                        | Beñat Txoperena           | Espagne                   | Euskadi-Murias             | 18 pts                    |
| 5e                        | Fabien Doubey             | France                    | Wanty-Groupe Gobert        | 17 pts                    |
| 6e                        | Quentin Jauregui          | France                    | AG2R La Mondiale           | 16 pts                    |
| 7e                        | Luis León Sánchez         | Espagne                   | Astana                     | 16 pts                    |
| 8e                        | Damien Gaudin             | France                    | Direct Énergie             | 14 pts                    |
| 9e                        | Daniel Navarro            | Espagne                   | Cofidis, Solutions Crédits | 10 pts                    |
| 10e                       | Mikel Iturria             | Espagne                   | Euskadi-Murias             | 10 pts                    |

| Classement de la montagne | Classement de la montagne | Classement de la montagne | Classement de la montagne  | Classement de la montagne |
| Coureur                   | Coureur                   | Pays                      | Équipe                     | Points                    |
| ------------------------- | ------------------------- | ------------------------- | -------------------------- | ------------------------- |
| 1er                       | Anthony Perez             | France                    | Cofidis, Solutions Crédits | 24 pts                    |
| 2e                        | Alejandro Valverde        | Espagne                   | Movistar Team              | 21 pts                    |
| 3e                        | Brice Feillu              | France                    | Fortuneo-Samsic            | 21 pts                    |
| 4e                        | Beñat Txoperena           | Espagne                   | Euskadi-Murias             | 18 pts                    |
| 5e                        | Fabien Doubey             | France                    | Wanty-Groupe Gobert        | 17 pts                    |
| 6e                        | Quentin Jauregui          | France                    | AG2R La Mondiale           | 16 pts                    |
| 7e                        | Luis León Sánchez         | Espagne                   | Astana                     | 16 pts                    |
| 8e                        | Damien Gaudin             | France                    | Direct Énergie             | 14 pts                    |
| 9e                        | Daniel Navarro            | Espagne                   | Cofidis, Solutions Crédits | 10 pts                    |
| 10e                       | Mikel Iturria             | Espagne                   | Euskadi-Murias             | 10 pts                    |

| Classement du meilleur jeune | Classement du meilleur jeune | Classement du meilleur jeune | Classement du meilleur jeune | Classement du meilleur jeune |
| Coureur                      | Coureur                      | Pays                         | Équipe                       | Temps                        |
| ---------------------------- | ---------------------------- | ---------------------------- | ---------------------------- | ---------------------------- |
| 1er                          | Valentin Madouas             | France                       | Groupama-FDJ                 | 18 h 27 min 24 s             |
| 2e                           | Thomas Joly                  | France                       | Roubaix Lille Métropole      | + 1 min 06 s                 |
| 3e                           | Yevgeniy Gidich              | Kazakhstan                   | Astana                       | + 1 min 18 s                 |
| 4e                           | Sindre Lunke                 | Norvège                      | Fortuneo-Samsic              | + 1 min 18 s                 |
| 5e                           | Kévin Ledanois               | France                       | Fortuneo-Samsic              | + 5 min 09 s                 |
| 6e                           | Jérémy Maison                | France                       | Fortuneo-Samsic              | + 5 min 09 s                 |
| 7e                           | Sergio Higuita               | Colombie                     | Manzana Postobón             | + 6 min 19 s                 |
| 8e                           | Cristian Rodríguez           | Espagne                      | Caja Rural-Seguros RGA       | + 11 min 11 s                |
| 9e                           | Nick Schultz                 | Australie                    | Caja Rural-Seguros RGA       | + 12 min 12 s                |
| 10e                          | Fabien Doubey                | France                       | Wanty-Groupe Gobert          | + 15 min 43 s                |

| Classement du meilleur jeune | Classement du meilleur jeune | Classement du meilleur jeune | Classement du meilleur jeune | Classement du meilleur jeune |
| Coureur                      | Coureur                      | Pays                         | Équipe                       | Temps                        |
| ---------------------------- | ---------------------------- | ---------------------------- | ---------------------------- | ---------------------------- |
| 1er                          | Valentin Madouas             | France                       | Groupama-FDJ                 | 18 h 27 min 24 s             |
| 2e                           | Thomas Joly                  | France                       | Roubaix Lille Métropole      | + 1 min 06 s                 |
| 3e                           | Yevgeniy Gidich              | Kazakhstan                   | Astana                       | + 1 min 18 s                 |
| 4e                           | Sindre Lunke                 | Norvège                      | Fortuneo-Samsic              | + 1 min 18 s                 |
| 5e                           | Kévin Ledanois               | France                       | Fortuneo-Samsic              | + 5 min 09 s                 |
| 6e                           | Jérémy Maison                | France                       | Fortuneo-Samsic              | + 5 min 09 s                 |
| 7e                           | Sergio Higuita               | Colombie                     | Manzana Postobón             | + 6 min 19 s                 |
| 8e                           | Cristian Rodríguez           | Espagne                      | Caja Rural-Seguros RGA       | + 11 min 11 s                |
| 9e                           | Nick Schultz                 | Australie                    | Caja Rural-Seguros RGA       | + 12 min 12 s                |
| 10e                          | Fabien Doubey                | France                       | Wanty-Groupe Gobert          | + 15 min 43 s                |

| Classement par équipes | Classement par équipes        | Classement par équipes | Classement par équipes |
| Équipe                 | Équipe                        | Pays                   | Temps                  |
| ---------------------- | ----------------------------- | ---------------------- | ---------------------- |
| 1re                    | Groupama-FDJ                  | France                 | 55 min 22 s            |
| 2e                     | Astana                        | Kazakhstan             | + 1 min 42 s           |
| 3e                     | Movistar Team                 | Espagne                | + 5 min 32 s           |
| 4e                     | Fortuneo-Samsic               | France                 | + 7 min 23 s           |
| 5e                     | Delko-Marseille Provence-KTM  | France                 | + 13 min 24 s          |
| 6e                     | Manzana Postobón              | Colombie               | + 15 min 02 s          |
| 7e                     | Caja Rural-Seguros RGA        | Espagne                | + 17 min 19 s          |
| 8e                     | Cofidis, Solutions Crédits    | France                 | + 18 min 08 s          |
| 9e                     | AG2R La Mondiale              | France                 | + 18 min 51 s          |
| 10e                    | Euskadi Basque Country-Murias | Espagne                | + 28 min 21 s          |

| Classement par équipes | Classement par équipes        | Classement par équipes | Classement par équipes |
| Équipe                 | Équipe                        | Pays                   | Temps                  |
| ---------------------- | ----------------------------- | ---------------------- | ---------------------- |
| 1re                    | Groupama-FDJ                  | France                 | 55 min 22 s            |
| 2e                     | Astana                        | Kazakhstan             | + 1 min 42 s           |
| 3e                     | Movistar Team                 | Espagne                | + 5 min 32 s           |
| 4e                     | Fortuneo-Samsic               | France                 | + 7 min 23 s           |
| 5e                     | Delko-Marseille Provence-KTM  | France                 | + 13 min 24 s          |
| 6e                     | Manzana Postobón              | Colombie               | + 15 min 02 s          |
| 7e                     | Caja Rural-Seguros RGA        | Espagne                | + 17 min 19 s          |
| 8e                     | Cofidis, Solutions Crédits    | France                 | + 18 min 08 s          |
| 9e                     | AG2R La Mondiale              | France                 | + 18 min 51 s          |
| 10e                    | Euskadi Basque Country-Murias | Espagne                | + 28 min 21 s          |

## Évolution des classements
| Étape              | Vainqueur          | Classement général | Classement par points | Classement de la montagne | Classement du meilleur jeune | Classement par équipes |
| ------------------ | ------------------ | ------------------ | --------------------- | ------------------------- | ---------------------------- | ---------------------- |
| 1                  | Nacer Bouhanni     | Nacer Bouhanni     | Nacer Bouhanni        | Meron Abraham             | Meron Abraham                | Sky                    |
| 2                  | Clément Venturini  | Nacer Bouhanni     | Nacer Bouhanni        | Fabien Doubey             | Clément Venturini            | Saint Michel-Auber 93  |
| 3                  | Alejandro Valverde | Alejandro Valverde | Nacer Bouhanni        | Anthony Perez             | Valentin Madouas             | Groupama-FDJ           |
| 4                  | Antony Roux        | Alejandro Valverde | Alejandro Valverde    | Anthony Perez             | Valentin Madouas             | Groupama-FDJ           |
| Classements finals | Classements finals | Alejandro Valverde | Alejandro Valverde    | Anthony Perez             | Valentin Madouas             | Groupama-FDJ           |

## Liste des participants
- Liste de départ complète